# SN 1901B
SN 1901B – supernowa typu I odkryta 10 lutego 1901 roku w galaktyce NGC 4321. W momencie odkrycia miała maksymalną jasność 12,80m.